# Pachyschelus urvilleae
Pachyschelus urvilleae es una especie de escarabajo joya del género Pachyschelus, familia Buprestidae. Fue descrita científicamente por Kogan en 1964.